# Chunky (Missisipi)
Chunky – miasto w Stanach Zjednoczonych, w stanie Missisipi, w hrabstwie Newton.